# Il Messaggero
Il Messaggero est un quotidien italien, de Rome. En 2020, il était tiré à 94 701 exemplaires en moyenne avec une diffusion papier de 60 808 et numérique de 14 419.

## Histoire

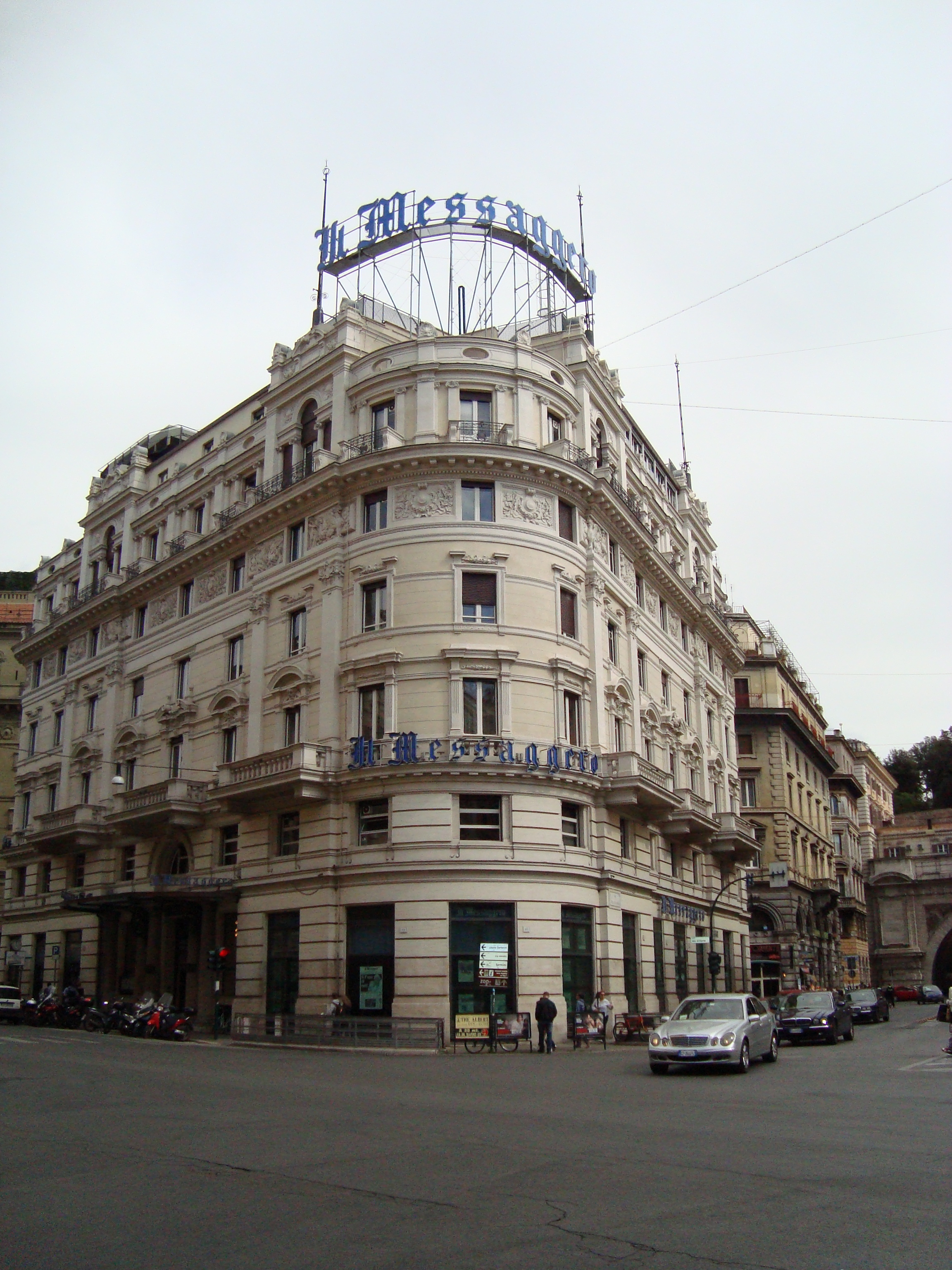
L'immeuble du Messaggero situé Via del Tritone à Rome.

### Fondation
Le quotidien est fondé à Rome le 8 décembre 1878 par le milanais Luigi Cesana et par Baldare Avanzini. Entre le 16 et le 19 décembre, quatre numéros d'essai sont imprimés et sont identifiés comme annexes d'un autre journal, Il Fanfulla, paraissant à Rome depuis 1871 et duquel un des propriétaires est le père de Cesana.
Les publications régulières commencent le 1er janvier 1879 avec un tirage de 20 000 copies. Le prix au numéro s'élève à 5 centimes de lire, comme cela se fait à l'époque pour les journaux de quatre feuillets. Son premier directeur est Fedele Albanese, auquel succède en avril de la même année le journaliste Luigi Arnaldo Vassallo.
Le quotidien se démarque par son format réduit, et est à l'époque majoritairement composé d'informations provenant d'autres journaux. Il n'a alors pas de couleur politique particulière, et se concentre principalement sur l'actualité de la capitale. Vassallo accorde une place importante au procès Fadda (it), qui met en cause les milieux de la haute société romaine, qu'il n'hésite pas à attaquer à de nombreuses reprises. Grâce à la notoriété acquise au cours de ses deux premières années d'existence, le Messaggero atteint un tirage de 35 000 exemplaires. En 1880, son fondateur Luigi Cesana en assume personnellement la direction.
Fort de ses succès commerciaux, Cesana décide de rénover la production du journal, devenant notamment l'un des premiers en Italie à utiliser le stéréotype. La diffusion augmente avec la publication d'une deuxième édition. En 1890, le journal tire quotidiennement à 45 000 exemplaires, ce qui fait de lui le second dans l'Italie centrale  en termes de diffusion, après La Tribuna. Il soutient d'abord Giovanni Giolitti, puis est plus contrasté.

### XXesiècle
Le successeur de Cesana en 1905 est Ottorino Raimondi, issu de la rédaction romaine du Corriere della Sera.
Lors des élections municipales de 1907, Il Messaggero déclare son soutien au candidat Ernesto Nathan, leader du « Blocco del Popolo ». Le journal soutient le maire pendant son mandat (1907-1913).
À la veille de la Première Guerre mondiale, Il Messaggero est le deuxième quotidien de Rome, avec 70 000 exemplaires diffusés, derrière Il Giornale d'Italia. Le journal soutient la campagne interventionniste et, une fois la guerre commencée, nombre de ses rédacteurs partent au front. Pendant les années de guerre, le tirage dépasse les 100 000 exemplaires.
À partir de 1918, pour faire face à la réduction du journal à quatre pages (en raison de la guerre en cours), le quotidien lance plusieurs suppléments hebdomadaires : Il Messaggero dello sport, Il Messaggero commerciale, Il Messaggero giudiziario et Il Messaggero della domenica. En 1920, le journal s'installe à l'emplacement actuel, 152 Via del Tritone (entre la Piazza Barberini et le Corso), à la place de l'hôtel Select.